# Jüdischer Friedhof (Erpel)

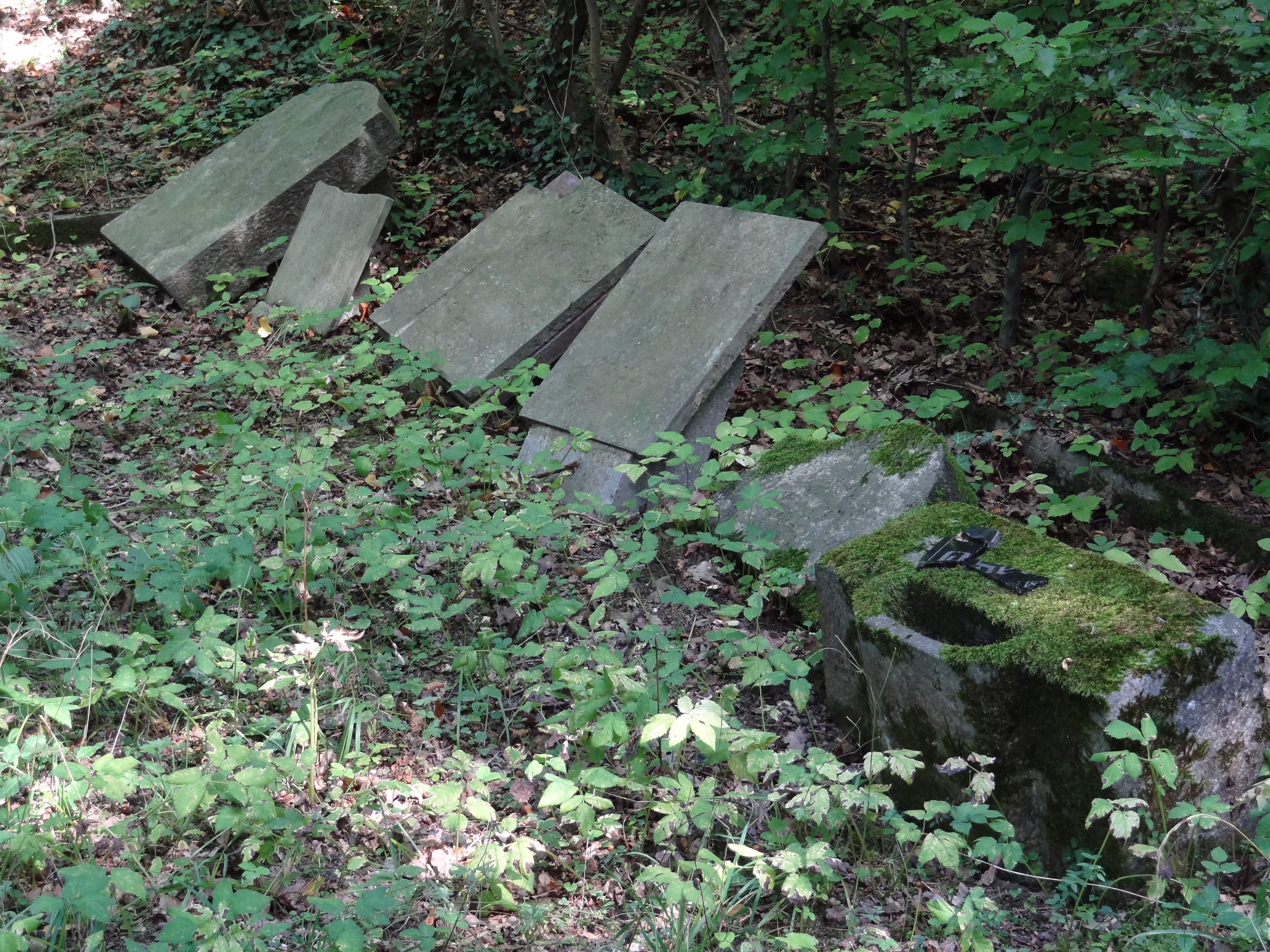
Jüdischer Friedhof in Erpel

Der Jüdische Friedhof in Erpel, einer Ortsgemeinde im Landkreis Neuwied in Rheinland-Pfalz, wurde zwischen 1880 und 1922 belegt. Der jüdische Friedhof liegt nordöstlich des Ortes im Wald, zugänglich vom Kuthweg (Zufahrtsstraße zur Erpeler Ley). Er ist ein geschütztes Kulturdenkmal.
Auf dem 810 m² großen Friedhof sind noch sechs Grabsteine beziehungsweise Grabsteinfragmente erhalten. Seit Herbst 2022 weist eine Informationstafel auf den Friedhof und seine Geschichte hin.